# Рыжебрюхий короткокрылый дрозд
Рыжебрюхий короткокрылый дрозд (лат. Brachypteryx hyperythra) — вид птиц из семейства мухоловковых. Подвидов не выделяют.

## Распространение
Обитают в Восточных Гималаях, Бенгалии, Сиккиме (и, возможно, и в сопредельных западных областях Бутана), Ассаме и Аруначал-Прадеш, на севере Мьянмы и на юге Китая.
Живут в лесах и кустарниках.

## Описание
Длина тела 12-13 см. Самец тёмного шиферно-голубого оттенка сверху, включая верхнюю часть головы. Вокруг глаз чёрные участки, над глазами короткие белые «брови». Хвост и крылья короткие. Грудь и брюшко насыщенного оранжево-каштанового цвета. Клюв в сезон размножения полностью чёрный, а вне его имеет бледное основание. Ноги длинные и розовые.
Самка сверху серовато-коричневая, с тёмно-коричневой зоной на «лице». Горло бледно-рыжее, более коричневый оттенок распространен по бокам груди и бокам, середина живота бледнее. Клюв у основания очень бледный. Молодые (неполовозрелые) особи не описаны.

## Биология
В желудочном содержимом представителей вида находили жуков.